# فولکس‌واگن کورادو
فولکس‌واگن کورادو (Volkswagen Corrado) خودرویی است که در سال‌های ۱۹۸۸ تا ۱۹۹۵در اسنابروک و آلمان تولید شده‌است. طراحی آن خودروهای موتور جلو-محور جلو بوده است. سیستم جعبه‌دندهٔ آن ۴ دنده به دو صورت خودکار و دستی است.

## نگارخانه

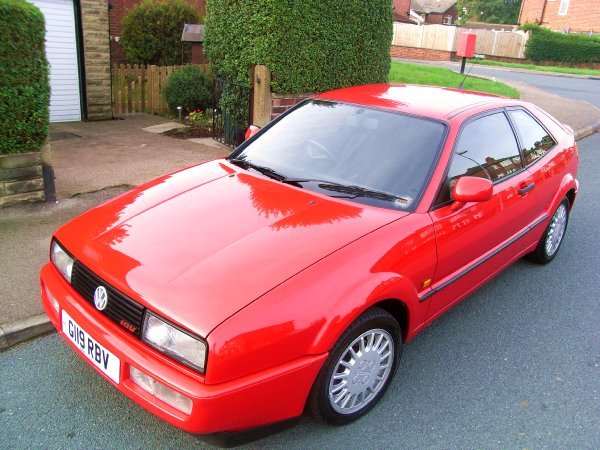
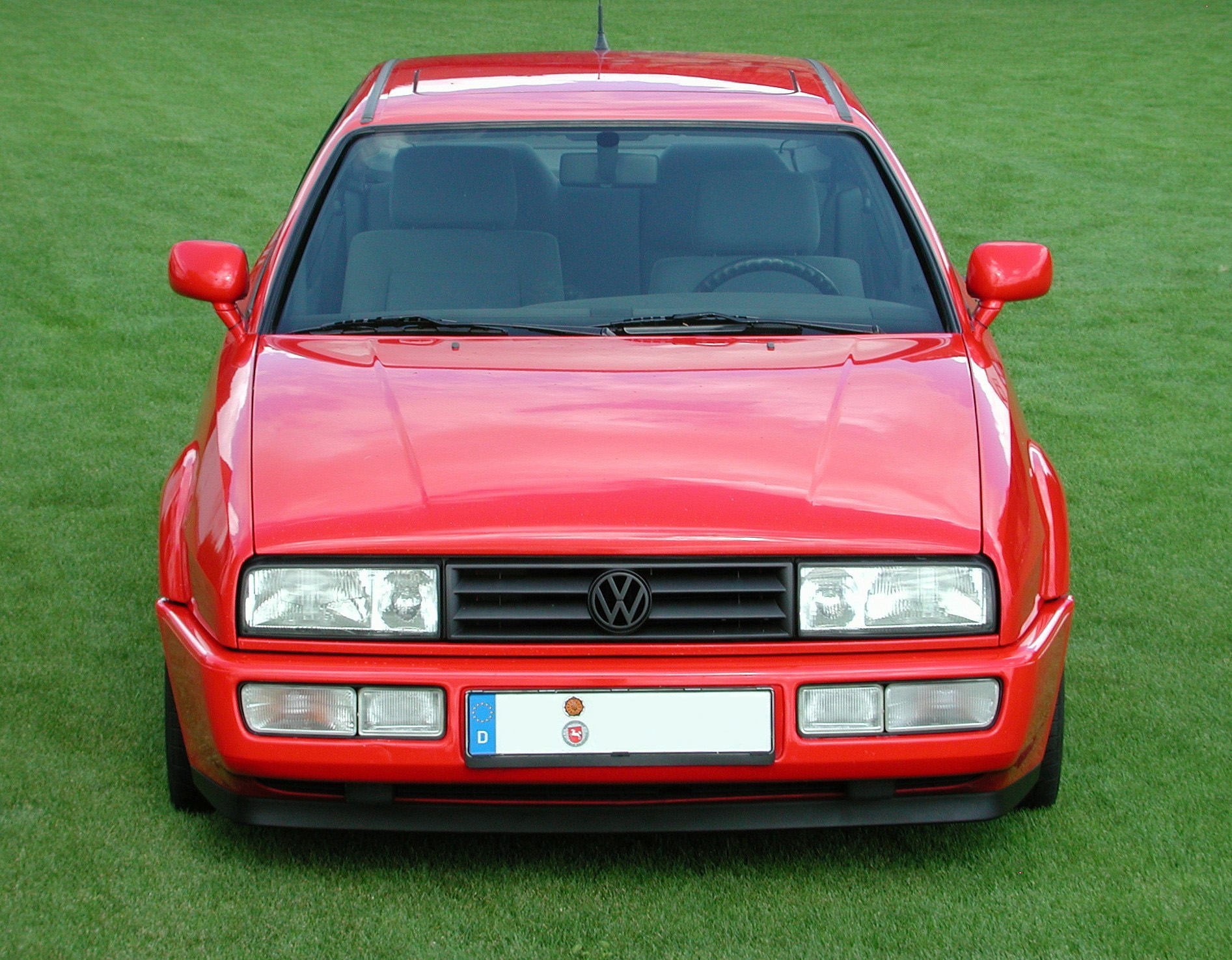
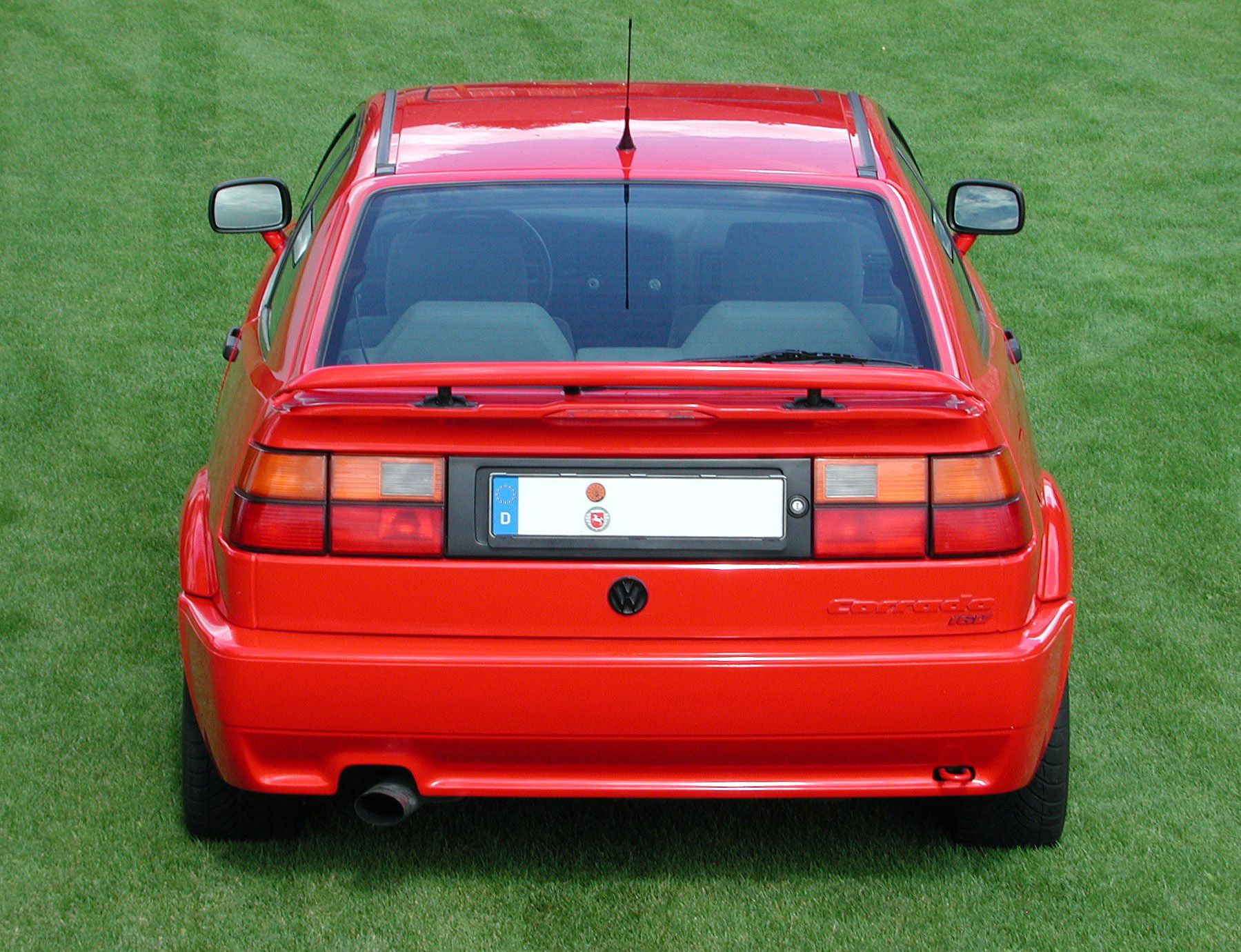
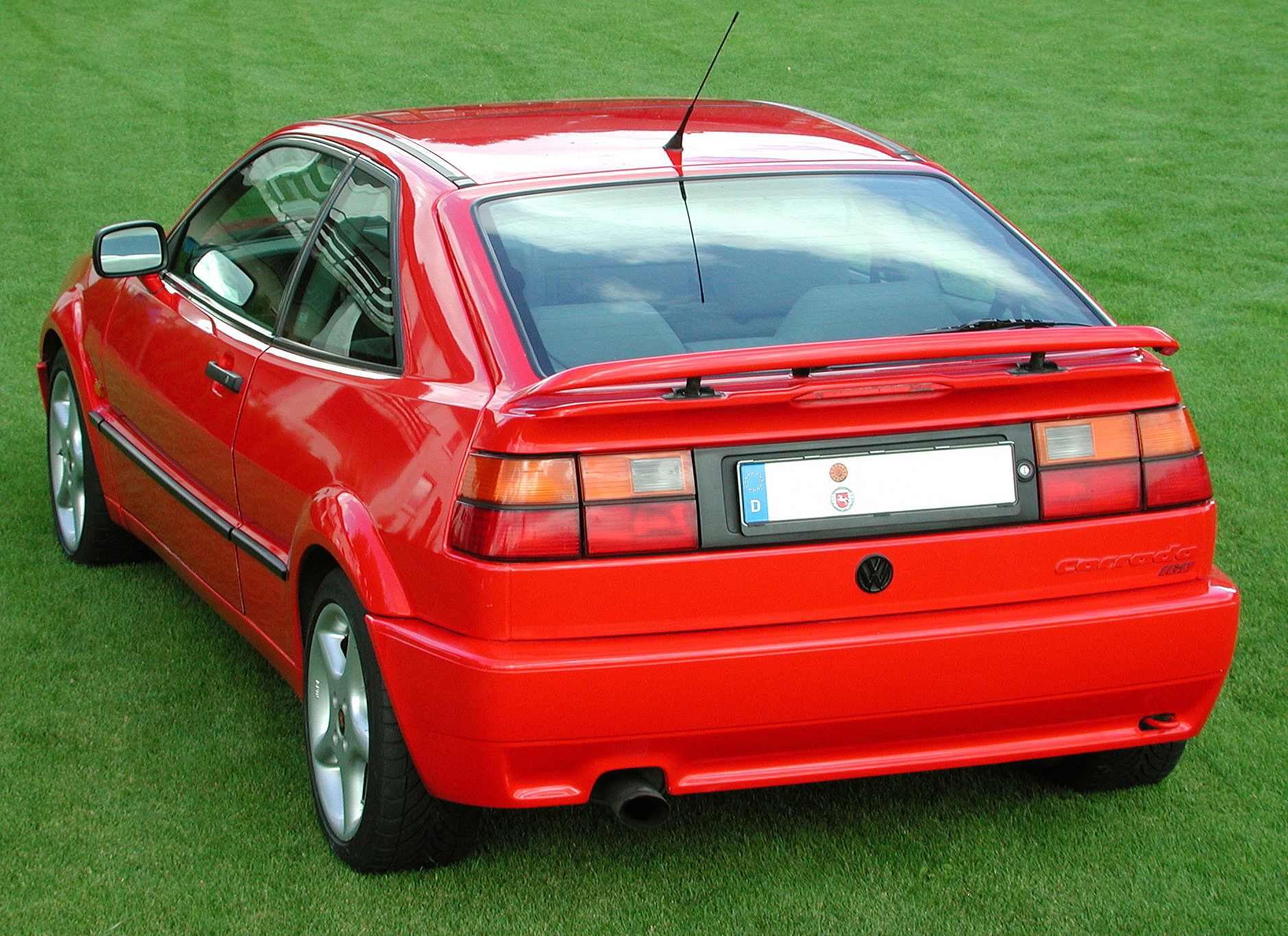